# Список голландських сирів
Нижче наведений список сирів із Нідерландів.

## Голландські сири

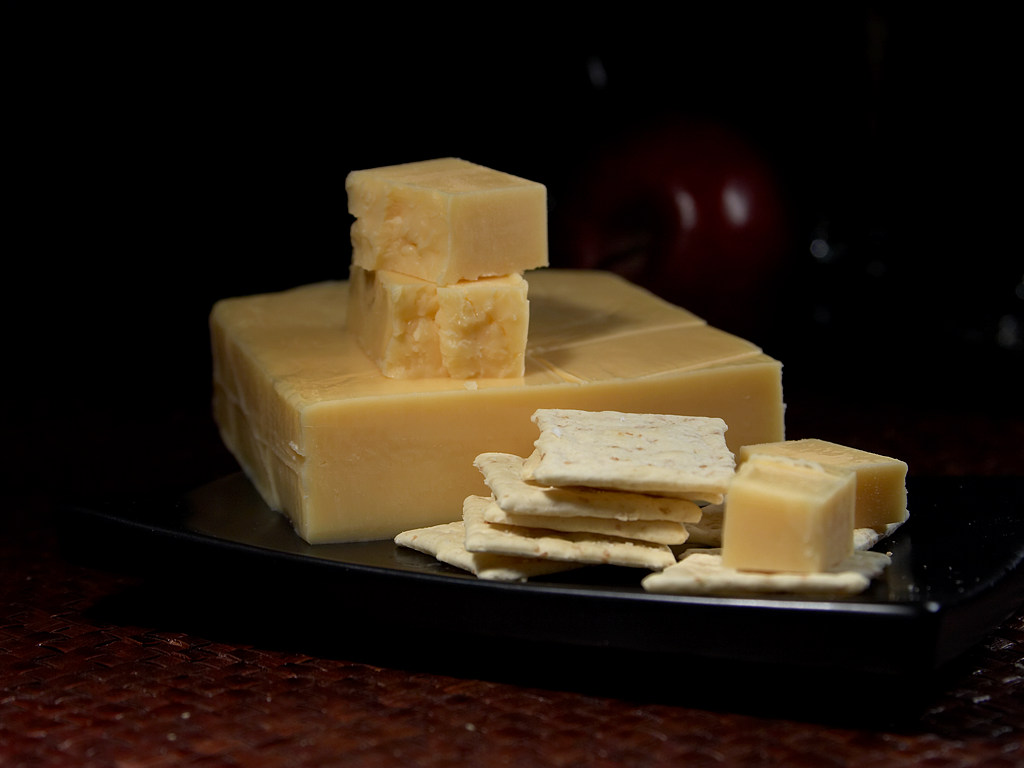
Сир едам із крекерами

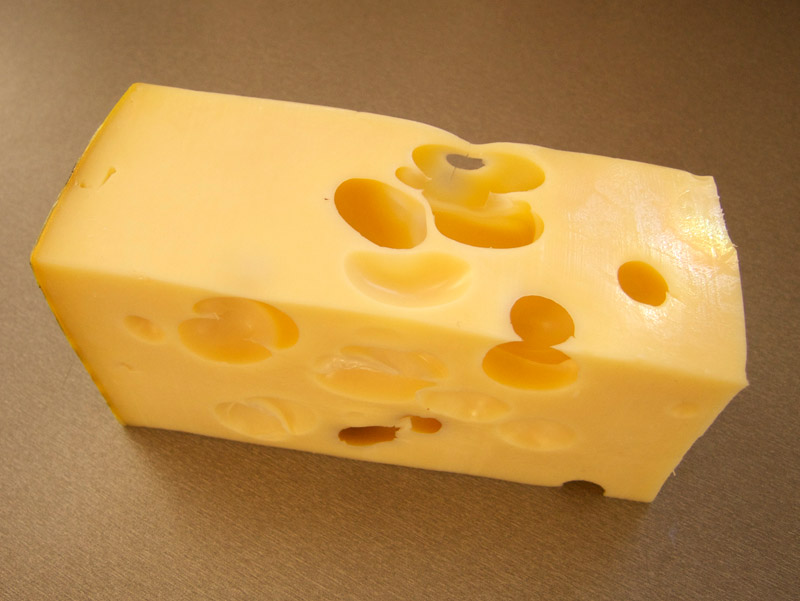
Сир маасдам

- Бемстер — твердий сир із коров'ячого молока
- Буренкаас — виробляють із сирого непастеризованого молока
- Едам
- Граскаас
- Гауда
- Леєрдам — напівтвердий сир із коров'ячого молока
- Лейден
- Лімбургер
- Масландер
- Маасдам
- Нагелкас (Фризький гвоздичний сир)
- Олд Амстердам
- Паррано — напівтвердий сир

- Prima Donna

- Роомано
- Власкас — має тверду, але кремову текстуру і солодкий, гострий смак